# Abdelatif Al-Bahdari
Abdelatif Al-Bahdari (arabe : عبد اللطيف البهداري), né le 20 février 1984 à Gaza en Palestine, est un footballeur international palestinien.
Il évolue actuellement au poste de défenseur avec le club jordanien d'Al-Weehdat (Amman).

## Biographie

### Club
Il évolue actuellement au poste de défenseur avec le club d'Al-Weehdat Amman.

### Sélection
Abdelatif Bahdari est convoqué pour la première fois en 2007. Le 6 septembre 2014, il marque son premier but en sélection lors d'un match amical contre la Taïwan (victoire 7-3).
Il dispute une coupe d'Asie en 2015. Il joue trois matchs lors de cette compétition contre le Japon, la Jordanie et l'Irak.

## Palmarès

### En club
- Avec Al-Weehdat Amman :
  - Champion de Jordanie en 2011
  - Vainqueur de la Coupe de Jordanie en 2010 et 2011
  - Vainqueur de la Coupe JFA de Jordanie en 2010
  - Vainqueur de la Supercoupe de Jordanie en 2009, 2010 et 2014

### En sélection
- Vainqueur de l'AFC Challenge Cup en 2014

### Distinctions personnelles
- Homme du match contre la Syrie lors de la Coupe d'Asie 2019.